# Oelschläger
Oelschläger ist ein deutscher Familienname.

## Herkunft
Der Name ist ein Berufsname, der sich vom Beruf des Ölschlägers (Ölmüllers) ableitet. Die mittelhochdeutsche Bezeichnung dafür lautete oleier/öler/oleyer.
Die Endung -schläger hat ihren Ursprung in der Verwendung von Keilpressen. Bei dieser wurden die gequetschten Ölpflanzen zuerst in Säcke abgefüllt. Anschließend erfolgte durch Aufschlagen auf den Keil das Auspressen. In Österreich bezeichnet Öler/Ölerer/Oler jedoch Kerzenzieher, Öhlerer in Wien den Seifensieder.
Erste bekannte Vorkommen:
Olier (um 1281), Oleier (um 1291, Frankfurt am Main.), Osterlind Ohleyer (um 1330, wohnhaft in der Öhlmühle im Öhlmühlengäßchen an der Dreikönigstraße in Frankfurt-Sachsenhausen), Philipp Oleyer (1348 in Worms), Elsa Oleyer (1356, im Oleyergäßchen in Sachsenhausen), Oler (um 1373), Olman (um 1478), Oelschlegel (um 1430), Ölsleher (um 1344)

## Varianten
- Öhler ca. 260 Namensträger im Raum Rottweil/Freudenstadt
- Oeler ca. 280 Namensträger im Altenburger Land
- Ohliger ca. 1100 Namensträger mit Schwerpunkt in der Pfalz
- Ohling ca. 210 Namensträger im Raum Emden

Ohleyer, Ollig, Olligs, Olliges, Olligeß, Olliger, Ollich, Olig, Oliger, Olich, Olicher, Ohlig, Ohligs, Ohlich, Ohlichs, Ohlicher, Oellig, Oelliger, Oehler, Ollerich, Ollrich, Oeller, Öller, Oelers, Oelert, Oelerich, Oleier, Oleyer, Ohler

## Varianten auf -schläger
- Ölschläger ca. 400 Namensträger mit Schwerpunkt im Enzkreis
- Oelschleger ca. 30 Namensträger mit Schwerpunkt im Kreis Stade
- Oelschlägel ca. 35 Namensträger mit Schwerpunkt Freital
- Oehlschläger ca. 700 Namensträger mit Schwerpunkten an der Weser und im Raum Mannheim
- Ohlenschlager ca. 50 Namensträger im Hochtaunus
- Oelschläger ca. 1700 Namensträger mit Schwerpunkt im Enzkreis
- Öhlschlager einmaliges Vorkommen in Österreich
- Olearius (latinisierte Form) ca. 30 Namensträger im Raum Emden
- Ollenschläger ca. 90 Namensträger,  vorrangig in den Räumen Metropolregion Hannover-Braunschweig-Göttingen-Wolfsburg, Ludwigslust/Priegnitz,  Metropolregion Hamburg. Alle stammen ab von einem Jürgen Ölenschläger, Weingärtner in Gülzow (Lauenburg), zugewandert aus Frankfurt am Main,  gestorb. 1725.[6]
- Oldenschläger ca. 40 Namensträger im Raum Schwerin
- Ohlenschläger ca. 190 Namensträger im Hochtaunus
- Olligschläger ca. 330 Namensträger mit Schwerpunkt im Rhein-Erft-Kreis
- Oligschläger ca. 310 Namensträger mit Schwerpunkt im Landkreis Ahrweiler
- Oligschleger ca. 15 Namensträger mit Schwerpunkt im Kreis Düren
- Ohligschläger ca. 550 Namensträger mit Schwerpunkt im Raum Aachen
- Oehlschlegel ca. 50 Namensträger im Saalkreis
- Oehlschlaeger ca. 20 Namensträger in Süd-Niedersachsen
- Öhlschlegel ca. 15 Namensträger in Recklinghausen
- Oeljeschläger  ca. 100 Namensträger, fast alle haben Wurzeln in Westerburg b. Wardenburg Oldbg.
- Öhlschläger
- Olischläger ca. 35 Namensträger in Duisburg und Umgebung
- Olyschläger ca. 117 Namensträger mit Schwerpunkt im Kreis Wesel

## Varianten auf -müller
- Ohligmüller
- Oelmüller
- Olligmüller
- Oligmüller

## Varianten auf -macher
- Ohligmacher ca. 50 Namensträger im Raum Baden-Baden
- Ohlemacher ca. 280 Namensträger im Rhein-Lahn Kreis

## Namensträger

### Form Ölschläger
- Claus Ölschläger (* 1946), Verleger und Galerist

### Form Oelschläger
- Ferdinand Oelschläger (1798–1858), deutscher Organist und Komponist
- Herbert Oelschläger (1921–2006), deutscher pharmazeutischer Chemiker
- Hermann Oelschläger (1839–1908), deutscher Schriftsteller
- Jürgen Oelschläger (1969–2004), deutscher Motorradrennfahrer
- Ludwig Oelschläger (1896–1984), slowakischer Architekt
- Victor Oelschläger (1909–1993), US-amerikanischer Romanist, Hispanist und Mediävist

### Form Oelschlaeger
- Andrea Oelschlaeger, deutsche Politikerin (AfD)
- Erdmut Oelschlaeger (* 1937), deutsche Gebrauchsgrafikerin und Illustratorin
- Max Oelschlaeger (1861– um 1930), deutscher Richter

### Form Oelmüller
- Willi Oelmüller (1930–1999), deutscher Philosoph und Hochschullehrer